# Alexis Victor Moschcowitz
Alexis Victor Moschcowitz (ur. 25 kwietnia 1865 w Girált, zm. 21 grudnia 1937 w Nowym Jorku)  – amerykański chirurg, brat patologa Eli Moschowitza i malarza Paula Moschcowitza.

## Życiorys
Urodził się w węgierskiej miejscowości Girált (dziś Giraltovce na Słowacji) jako syn Mosesa Moschcowitza i Resie z domu Friedlander. Uczęszczał do gimnazjum w Eperjes. W wieku 15 lat emigrował z rodziną do Stanów Zjednoczonych. Uczył się najpierw farmacji, potem podjął studia medyczne na College of Physicians and Surgeons of Columbia University, ukończył je w 1891. Po uzyskaniu dyplomu lekarza związany z Mount Sinai Hospital. Podczas I wojny światowej służył w Surgeon General's Office w Waszyngtonie.
Operacją Moschcowitza określa się wprowadzony przez niego zabieg zamknięcia zatoki Douglasa serią horyzontalnych szwów kapciuchowych, stosowany m.in. w wypadaniu odbytnicy.
Zmarł na zawał serca w 1937 roku.